# Chen Gongbo
Chen Gongbo (xinès tradicional: 陳公博, xinès simplificat: 陈公博, pinyin: Chén Gōngbó, Wade-Giles: Ch'en Kung-po; Japonès: Chin Kōhaku; Guangdong, 19 d'octubre de 1892 - Suzhou, Jiangsu, 3 de juny de 1946) va ser un polític xinès, conegut per haver estat membre fundador del Partit Comunista de la Xina, pel seu posterior paper en el Kuomintang, i pel seu rol durant la Segona Guerra Mundial com a col·laboracionista amb Japó. Va arribar a presidir el Govern Nacionalista de Nanjing al final de la contesa.

## Biografia
Fill d'un oficial de l'Exèrcit de la dinastia Qing descontent amb el règim imperial, Chen va arribar a fer estudis superiors a la prestigiosa Universitat de Pequín. Allí va entrar en contacte amb el Moviment del Quatre de Maig, que li va influir notablement.
Va ser un dels membres fundadors del Partit Comunista Xinès (PCCh) a Shanghái, encara que posteriorment es desil·lusionaria amb la línia política del partit i ho abandonaria. Va marxar als Estats Units, on va realitzar un màster d'economia a la Universitat de Colúmbia. Al seu retorn a la Xina, va ingressar al Kuomintang (KMT) el 1925, i va passar a treballar per al nou govern: a partir d'aquest moment va ocupar importants llocs en l'administració provincial de Guangdong.
Va ser en aquesta època quan Chen va establir estrets llaços amb Wang Jingwei, que para llavors liderava l'ala esquerrana del KMT. Tant Wang com Chen arribarien a desenvolupar una estreta cooperació i amistat durant els següents anys. No obstant això va coincidir amb la caiguda en desgràcia de Wang i l'ascens de Chiang Kai-shek a la prefectura del Kuomintang. Chiang Kai-shek es va assegurar d'expulsar a tots dos capdavanters del partit. Wang de fet va haver d'exiliar-se a França, per la qual cosa Chen es va ocupar d'organitzar i liderar als seus seguidors fins que també ell mateix es va exiliar.
A partir de 1932 Wang i Chen, no obstant, van decidir cooperar amb govern de Chian Kai-shek. Entre 1932 i 1935 va ser ministre d'Indústria. Després del començament de la Segona Guerra Sinojaponesa, Chen va emprendre un viatge per Europa per buscar suport internacional cap a la Xina. Va tornar el 1938 i va passar a dirigir la secció del Kuomintang a Sichuan. En aquesta època va seguir col·laborant amb Wang, fins i tot quan a la fi d'any aquest es va traslladar a Hanoi i va anunciar un pla de pau amb els japonesos.
Chen es va retirar a Hong Kong, on va romandre retirat fins que al març de 1940 es va unir al nou Govern Nacionalista de Nanjing —sota tutela japonesa— que presidia Wang Jingwei. Durant els següents quatre anys va ocupar el càrrec d'alcalde de Xangai i cap del parlament del règim de Nanquín. A la mort de Wang Jingwei a la fi de 1944 aquest seria succeït per Chen com a president de la República, encara que el poder real en realitat era posseït per Zhou Fohai. Després de la rendició japonesa a l'agost de 1945, Gongbo es va traslladar al Japó.
Poc després seria deportat a la Xina. Va ser jutjat per alta traïció, condemnat a mort i executat a Suzhou, el 1946.